# Locuzione avverbiale
Una locuzione che ha funzioni paragonabili a quelle di un avverbio si dice locuzione avverbiale. Esempi validi nella lingua italiana sono:
- Preposizione + Sintagma Nominale:

I cavalli galoppavano all'impazzata; indica il modo in cui i cavalli galoppavano
Claudio sarà senza dubbio arrivato a scuola in ritardo;
- Preposizione + Avverbio:

Stefania e Luigi abitano a Palermo da sempre;
Non riesco proprio a guardare in giù: soffro di vertigini;
- Espressioni più articolate:

Arriveremo in città in quattro e quattr'otto;
Ho notato Gianni che passava per di qua;
Oltre a quelle locuzioni costituite da preposizioni, ne abbiamo altri tipi:
| (a)...a...(a)                | faccia a faccia, (a) corpo a corpo, (a) poco a poco, (a) mano a mano |
| di...in...                   | di bene in meglio, di tanto in tanto, d'ora in ora                   |
| duplicazione di un nome      | passo passo, costa costa, terra terra, pelo pelo                     |
| duplicazione di un aggettivo | bel bello, quatto quatto                                             |
| duplicazione di un avverbio  | or ora, piano piano, quasi quasi                                     |
| alla (maniera)...            | all'antica, alla svelta, all'americana, alla carlona                 |

Analogamente agli avverbi, da un punto di vista funzionale le locuzioni avverbiali vengono utilizzate come:
- Modificatori di verbi

Carlo ha bisogno degli occhiali per vedere da lontano;
- Modificatori di aggettivi:

Giulio è un ragazzo niente affatto simpatico;
- Modificatori di altri avverbi:

Non mi sento per niente bene;
- Modificatori di intere proposizioni:

Di certo Luca non sarà in casa a quest'ora;
Sebbene nella maggior parte dei casi le locuzioni avverbiali abbiano degli avverbi corrispondenti (ad es., la locuzione alla lettera ha un significato per lo più equivalente all'avverbio letteralmente), tuttavia non sempre la loro reciproca sostituzione produce un risultato accettabile:
• Laura segue sempre letteralmente / alla lettera i consigli dei suoi amici;
• Con quel caldo, Marina stava letteralmente / alla lettera soffocando;